# Percy Newberry
Percy Edward Newberry (23 de abril de 1869 - 7 de agosto de 1949) foi um egiptólogo britânico.

## Biografia

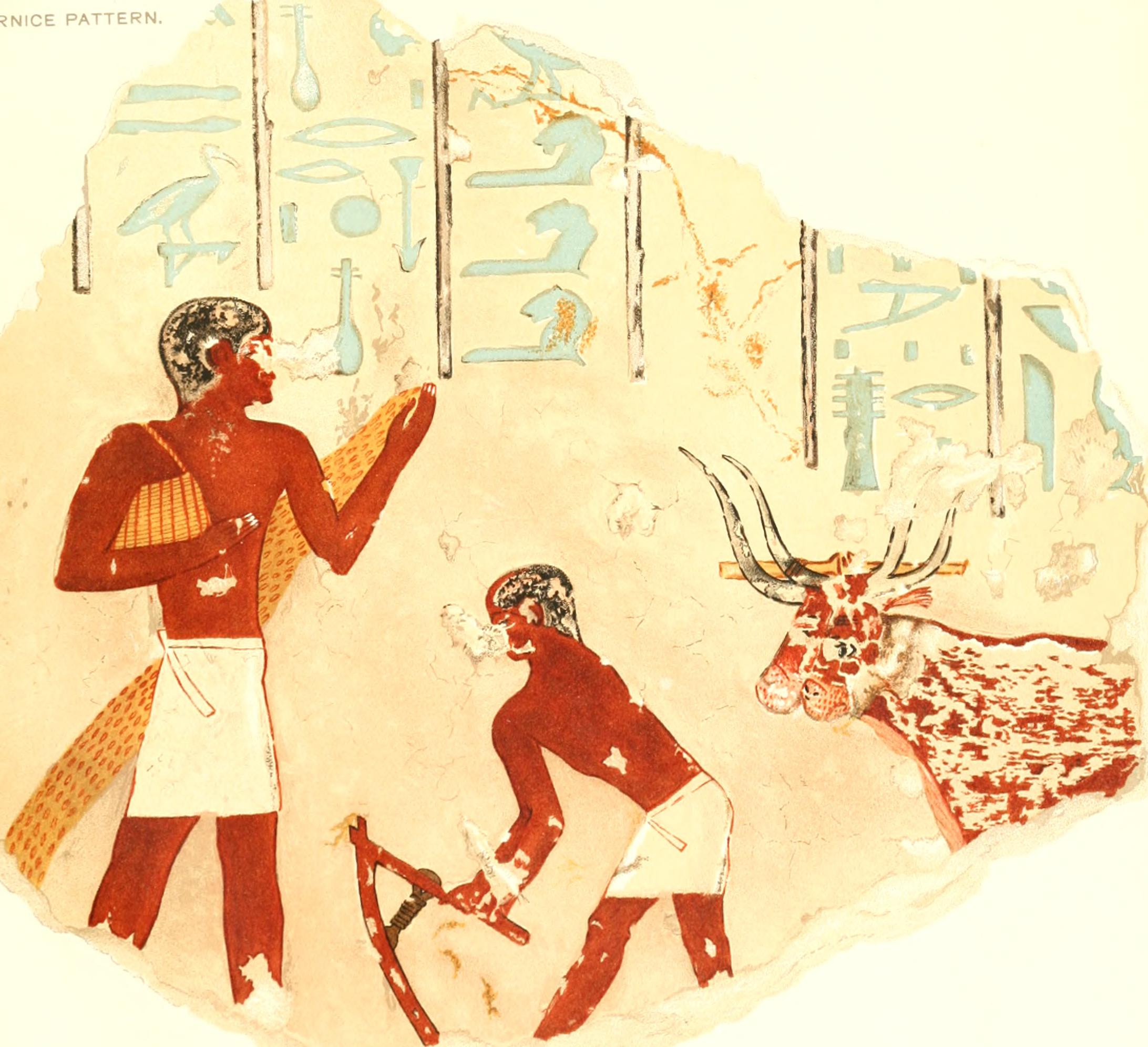
El Bersheh (1893) por Percy Newberry

Percy Newberry nasceu em Islington, Londres, em 23 de abril de 1869. Seus pais eram Caroline (nascida Wyatt) e Henry James Newberry, um almoxarifado de lã. Newberry desenvolveu um forte apego à botânica na infância e também foi um excelente artista. Ele estudou na King's College School e no King's College London, e estudou botânica em Kew Gardens.

### Carreira
Em 1884, a convite de Reginald Stuart Poole, Newberry começou o trabalho administrativo no Egypt Exploration Fund, fundado apenas dois anos antes. Aqui ele conheceu vários egiptólogos estabelecidos, incluindo Flinders Petrie, Amelia Edwards e F. L. Griffith, que atuaram como seu mentor. Ele continuou nessa função até 1886, quando começou sua própria pesquisa em egiptologia, apresentando um artigo sobre botânica em escavações para a Associação Britânica em 1888, com Petrie fazendo uso da experiência botânica de Newberry para identificar restos botânicos encontrados durante escavações anteriores.
Em 1890, Newberry viajou para o Egito com Howard Carter, a quem Newberry havia nomeado como rastreador estagiário, depois de reconhecer seu talento como artista. Lá eles trabalharam na escavação de Beni Hasan e El-Bersheh, que Newberry liderou de 1890 a 1894, escrevendo uma monografia de dois volumes sobre Beni Hasan. De 1895 a 1905, ele trabalhou como escavador freelance na necrópole tebana, seus patronos incluindo Lord Amherst, o Marquês de Northampton e Theodore M. Davis.  Em 1902 ele se juntou à equipe do Catálogo Geral dos Serviços de Antiguidades do Museu do Cairo.
Com a força de seu trabalho de campo e publicações, Newberry foi nomeado o primeiro professor Brunner de egiptologia na Universidade de Liverpool, servindo de 1906 a 1919. Ele foi então um leitor honorário de arte egípcia em Liverpool (1919 a 1949) e foi nomeado membro do King's College, em Londres, (1908 a 1949).
Newberry apoiou a equipe de escavação de Tutancâmon por várias temporadas e esteve presente em 12 de fevereiro de 1924, quando o sarcófago do rei foi aberto.  Sua especialidade eram os espécimes botânicos da tumba, sobre os quais ele relataria brevemente no segundo volume de Carter's The Tomb of Tut.ankh.Amen, publicado em 1927.
Em 1927-28, Newberry explorou a região de Gabal Elba, no Sudão, e foi professor de História Antiga e Arqueologia na Universidade do Cairo de 1929 a 1933. Ele continuou a trabalhar com a Sociedade de Exploração do Egito, ajudando a organizar o trabalho da Sociedade na capital do faraó Akhenaton em Amarna na década de 1930. Ele foi eleito vice-presidente da Sociedade pouco antes de sua morte.  Ele recebeu outras honras, incluindo Presidente da seção de antropologia da Associação Britânica (1923) e vice-presidente do Royal Anthropological Institute (1926).  Em 1920, ele foi nomeado Oficial da Ordem do Império Britânico por seu trabalho com o Ministério do Serviço Nacional durante a Primeira Guerra Mundial.

### Vida pessoal
Em 12 de fevereiro de 1907, Newberry casou-se com Essie Winifred Johnston (1878–1953). Eles não tiveram filhos. Ele morreu em 7 de agosto de 1949 em sua casa em Godalming, Surrey, aos 80 anos.

## Publicações

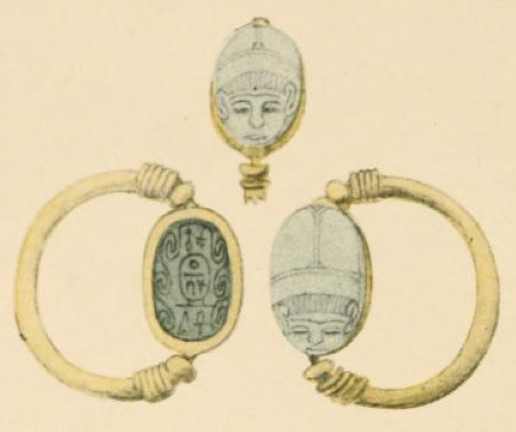
Escaravelhos: uma introdução ao estudo de focas egípcias e anéis de sinete, por Percy Newberry

Newberry escreveu extensivamente sobre egiptologia, incluindo relatórios sobre descobertas arqueológicas e inúmeras contribuições para revistas científicas inglesas, francesas e alemãs.  Após sua morte, a viúva de Newberry apresentou sua correspondência e manuscritos ao Griffith Institute da Universidade de Oxford. Suas publicações incluem.
- Beni Hasan. Londres: Kegan Paul, Trench, Trübner & Co. 1893
- El Bersheh. Col: Pesquisa arqueológica do Egito, 3ª memória. Londres: Fundo de Exploração do Egito. 1895
- The life of Rekhmara. Westminster: Archibald Constable. 1900
- A short history of ancient Egypt. Londres: Archibald Constable. 1904 (com John Garstang)
- Scarabs: an introduction to the study of Egyptian seals and signet rings. Londres: Archibald Constable. 1906[6]
- Scarab-shaped seals. Col: Catalogue général des antiquités égyptiennes du Musée du Caire, v. 32. Londres: A. Constable and Co. 1907
- The Timins collection of ancient Egyptian scarabs and cylinder seals. Londres: Archibald Constable. 1907
- 'Egypt as a Field of Anthropological Research' na Associação Britânica para o Avanço da Ciência, Report of the Ninety-first Meeting, Liverpool 1923: Sectional Presidential Addresses, H (Londres: Murray, 1924).
- Egypt as a field for anthropological research. Washington: [s.n.] 1925
- Funerary statuettes and model sarcophagi. Col: Catalogue général des antiquités égyptiennes du Musée du Caire. Cairo (Le Caire): Institut français d'archéologie orientale. 1930